# ولاية غرداية
ولاية غرداية (بالأمازيغية :ⵜⴰⵎⵏⴰⴹⵏ ⵏ ⵜⴰⵖⵔⴷⴰⵢⵜ) تقع شمالي صحراء الجزائر، ومقر الولاية مدينة غرداية تبعد حوالي 600 كلم جنوب العاصمة الجزائر، مساحتها الإجمالية تقدر بـ 19 729 كلم2، امتدادها من الشمال إلى الجنوب 140 كلم، ومن الشرق إلى الغرب من 200 إلى 250 كلم.ترتفع الولاية عن مستوى سطح البحر بحوالي 486 م.

## الموقع الجغرافي
تحد ولاية غرداية كل من: شمالا: ولاية الجلفة وولاية الأغواط، جنوبا: ولاية المنيعة، شرقا: ولاية ورقلة، غربا: ولاية البيض
تبعد مدينة غرداية عاصمة ولاية غرداية بـ 200 كلم عن عاصمة ولاية الأغواط، و200 كلم عن عاصمة ولاية ورقلة، و270 كلم عن عاصمة ولاية المنيعة وبـ432 كلم عن عاصمة ولاية البيض ويعبرها الطريق الوطني رقم 1 الرابط العاصمة الجزائرية بالجنوب الكبير.

### المناخ
كون الولاية واقعة في مناطق صحراوية، فإن مناخ المنطقة صحراوي جاف، المدى الحراري واسع بين النهار والليل، وبين الشتاء والصيف، تتراوح درجة الحرارة شتاء بين 1 إلى 25 درجة، وبين 18 إلى 48 درجة صيفا. يعتدل الجو في فصلي الربيع والخريف، وتصفو السماء في غالب أيام السنة.
معدل سقوط الأمطار بالولاية حوالي 60 ملم/سنويا غالبها في فصل الشتاء كم تهب على المنطقة رياح شمالية غربية باردة في الشتاء وجنوبية غربية محملة بالرمال في الربيع وفي الصيف جنوبية حارة تعرف بالسيروكو.

## لمحة تاريخية
بعد قيام الدولة الفاطمية وقضائها على حكم الأغالبة استولت الجيوش الفاطمية على تيهرت ومناطق نفوذ الرستميين وخلع آخر حكام الرستميين وهو يقظان بن محمد سنة 909 م، ففر الإباضيون إلى ورقلة ثم وادي ميزاب حيث استقر بهم المطاف. وفي القرن الحادي عشر، قاموا ببناء عدة مدن بالمنطقة: غرداية ومليكة وبني إيزقن وبنورة والعطف. تم تأسيس مدينتين أخريين حديثتين: قورارة عام 1631 وبريان عام 1690.
منذ عام 2013، تشهد المنطقة بانتظام اشتباكات بين السكان العرب والمزابيين. وفي يوليو/تموز 2015، خلفت الاشتباكات في وادي مزاب ما لا يقل عن 22 قتيلاً ومئات الجرحى. قد يكون سبب هذه الاشتباكات هو النزاعات على الأراضي بين الطائفتين، وهي صراعات تفاقمت بسبب الاختلافات الدينية بين العرب السنة والمزابيين الإباضيين.

## السكان
حسب إحصاء سنة 2008، بلغ عدد سكان ولاية غرداية 348 228 نسمة أي بكثافة تقدر بـ 5.67 نسمة/كلم².
| ذكور   | فئة عمرية     | إناث   |
| ------ | ------------- | ------ |
| 634    | 85 سنة وأكثر  | 686    |
| 890    | 80 إلى 84 سنة | 683    |
| 1٬746  | 75 إلى 79 سنة | 1٬376  |
| 2٬575  | 70 إلى 74 سنة | 2٬267  |
| 3٬001  | 65 إلى 69 سنة | 2٬859  |
| 3٬151  | 60 إلى 64 سنة | 2٬970  |
| 3٬864  | 55 إلى 59 سنة | 3٬802  |
| 5٬908  | 50 إلى 54سنة  | 5٬747  |
| 8٬537  | 45 إلى 49 سنة | 8٬288  |
| 10٬387 | 40 إلى 44 سنة | 10٬220 |
| 11٬683 | 35 إلى 39 سنة | 11٬771 |
| 13٬068 | 30 إلى 34 سنة | 13٬019 |
| 16٬424 | 25 إلى 29 سنة | 16٬132 |
| 18٬994 | 20 إلى 24 سنة | 18٬643 |
| 19٬974 | 15 إلى 19 سنة | 19٬388 |
| 20٬190 | 10 إلى 14 سنة | 19٬035 |
| 20٬110 | 5 إلى 9 سنوات | 19٬006 |
| 23٬781 | 0 إلى 4 سنوات | 22٬083 |
| 292    | غير معروف     | 414    |

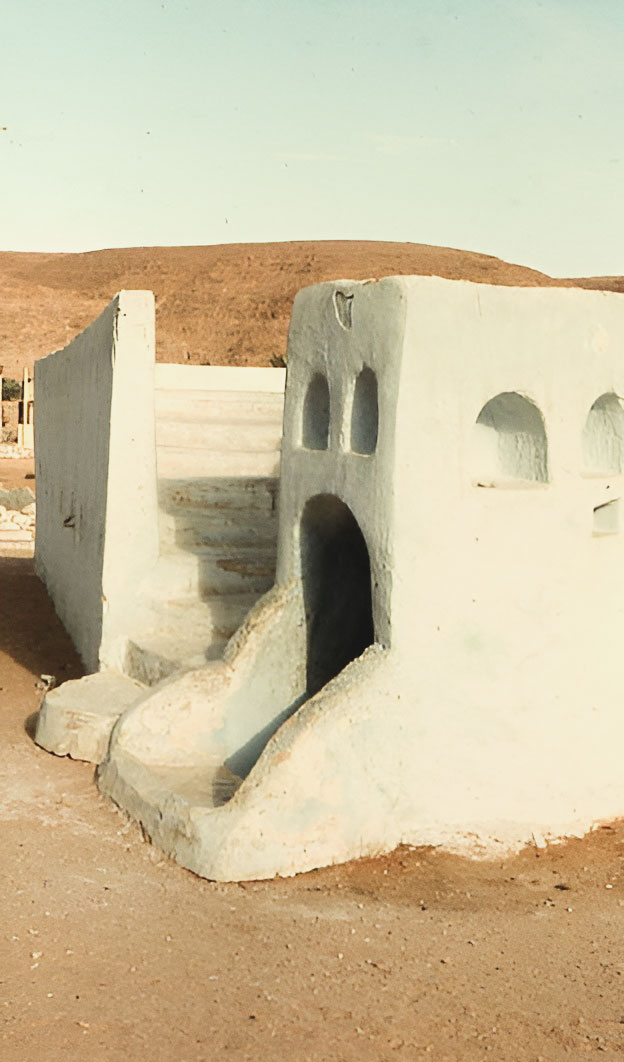
مسجد عمي إبراهيم ببلدية العطف.
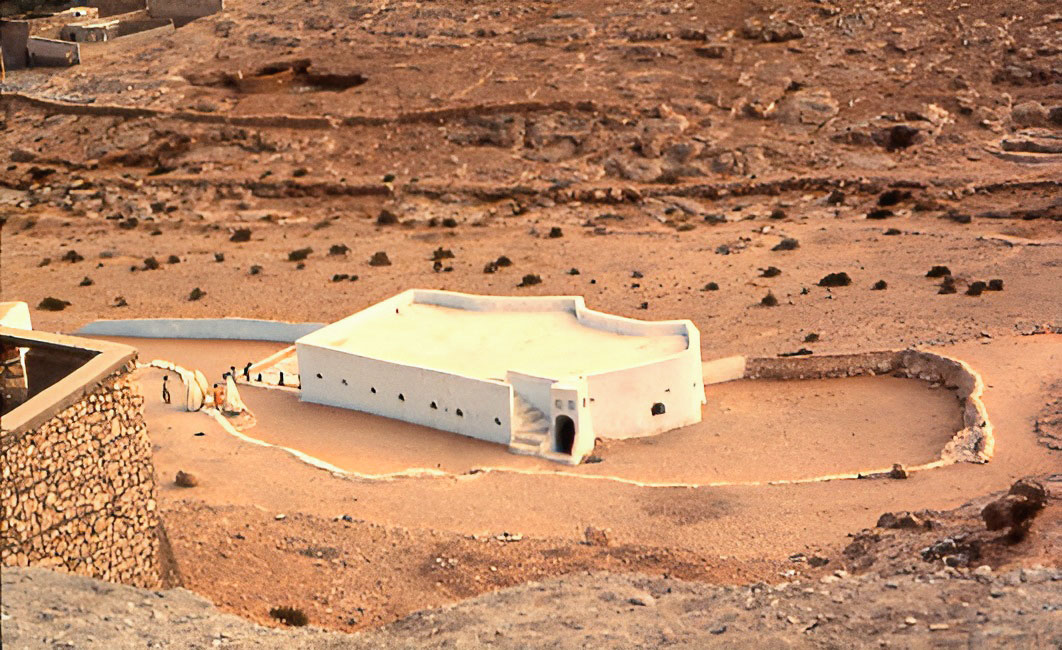
مسجد سيدي إبراهيم ببلدية العطف.
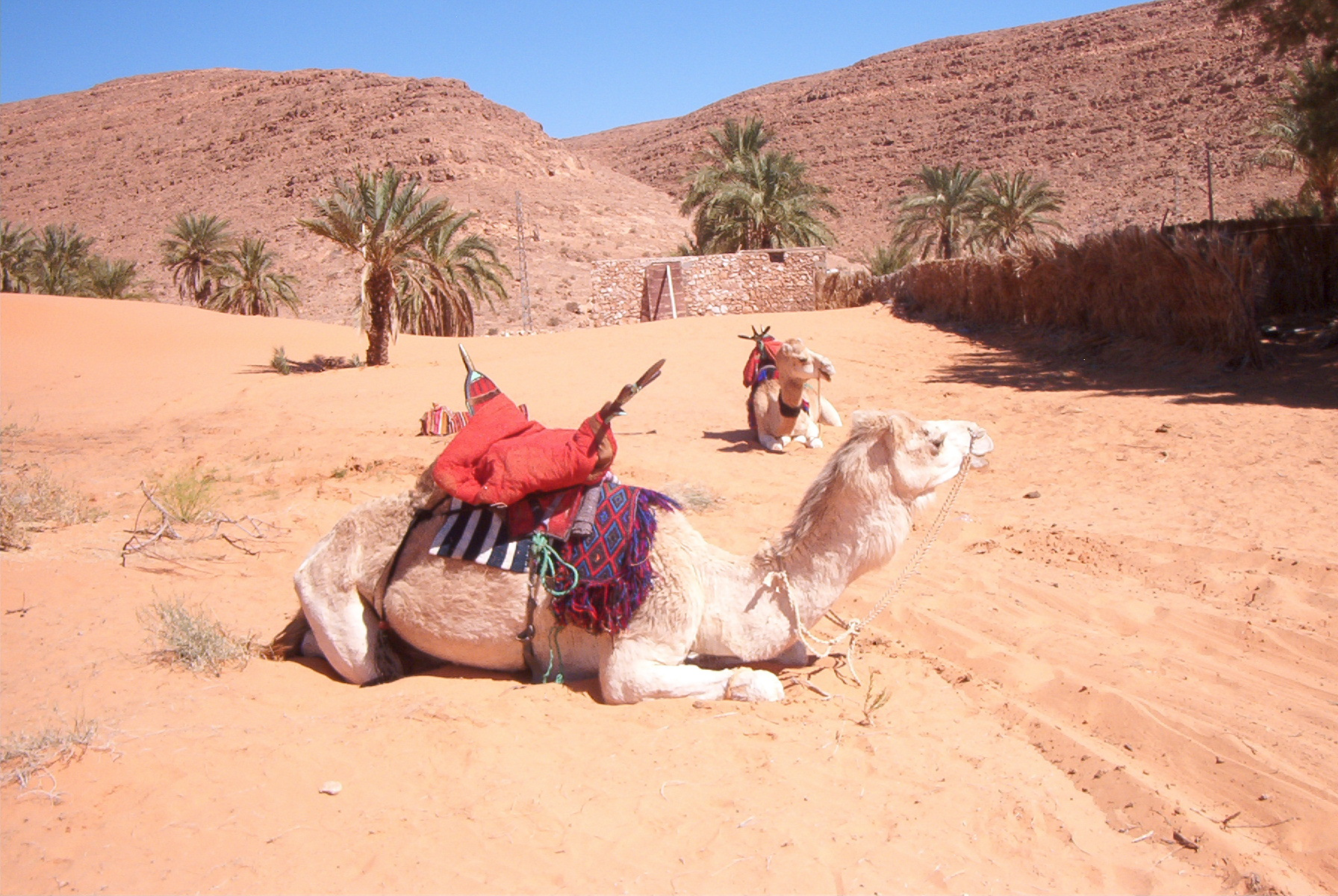
جمال بواحات سبسب.
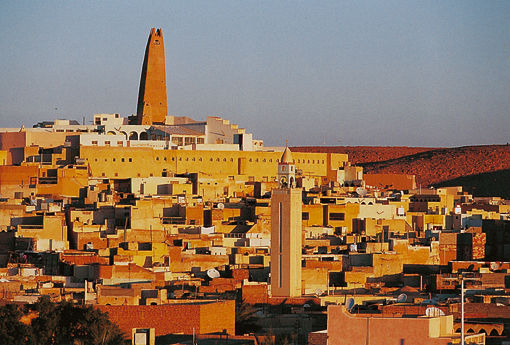
أغرم نتغردايت

## التقسيم الإداري

التقسيم الإداري لولاية غرداية (حسب الدوائر)

تتفرع ولاية غرداية إلى 07 دوائر، مقسمة إلى 09 بلدية:
1) دائرة متليلي وتتكون من بلديتين هما:
- متليلي
- سبسب

3) دائرة بنورة وتتكون من بلديتين هما:
- العطف
- بنورة

5) دائرة غرداية، وتتكون من بلدية واحدة وهي
- غرداية

6) دائرة ضاية بن ضحوة، وتكون من بلدية واحدة وهي.
- ضاية بن ضحوة

7)دائرة زلفانة، وتتكون من بلدية واحدة وهي:
- زلفانة

8)دائرة بريان، وتكون من بلدية واحدة وهي:
- بريان

9)دائرة القرارة، وتكون من بلدية واحدة وهي:
- القرارة

## الولاة
شغل منصب والي ولاية غرداية من قبل العديد من الشخصيات السياسية الوطنية منذ إنشائه في 4 فبراير 1984 بموجب القانون رقم 84-09 الذي أعاد تنظيم الأراضي الجزائرية من خلال رفع عدد الولايات من إحدى وثلاثين ولاية إلى ثمانية وأربعين ولاية.
| الرقم | الوالي            | البداية        | النهاية        |
| ----- | ----------------- | -------------- | -------------- |
| 1     | محي الدين شرفي    | 4 فبراير 1984  | 31 أوت 1985    |
| 2     | أحمد حكيمي        | 31 أوت 1985    | 26 جويلية 1986 |
| 3     | محمود سي يوسف     | 26 جويلية 1986 | 29 جويلية 1990 |
| 4     | خالد رقيج         | 29 جويلية 1990 | 21 أوت 1991    |
| 5     | خير الدين شريف    | 21 أوت 1991    | 11 جويلية 1995 |
| 6     | مختار عثماني      | 11 جويلية 1995 | 22 أوت 1999    |
| 7     | محمود بعزيزي      | 22 أوت 1999    | 04 أوت 2001    |
| 8     | عبد المالك بوضياف | 04 أوت 2001    | 11 أوت 2005    |
| 9     | يحي فهيم          | 11 أوت 2005    | 30 سبتمبر 2010 |
| 10    | أحمد عدلي         | 30 سبتمبر 2010 | 24 أكتوبر 2013 |
| 11    | محمود جمعة        | 24 أكتوبر 2013 | 22 جويلية 2015 |
| 12    | عز الدين مشري     | 22 جويلية 2015 | 26 يونيو 2020  |
| 13    | بوعلام عمراني     | 26 يونيو 2020  | 14 سبتمبر 2022 |
| 14    | أبي نوار عبد الله | 14 سبتمبر 2022 | إلى الآن       |

## الزوايا
- «زاوية سيدي عيسى بن عطاش» بالقرارة.[11]
- «زاوية زلفانة» بزلفانة.[12]
- زاوية سيدي الشيخ البوشيخية بمتليلي

## التعليم الجامعي
تضم هذه الولاية جامعة واحدة:
- جامعة غرداية.[13]

## السياحة
=== ولاية غرداية جوهرة الجزائر، ومدينة القصور السبع ذات الهندسة المعمارية الفريدة، بين موقعها الجغرافي، تقاليدها ذات الطابع المُميّز، وتاريخها الثري، جعلوها قطبًا سياحيًا صحراويًا بامتياز، تمتلك غرداية سياحة بمذاقٍ خاص، فتتسّم بجمال الطبيعة بألوانها الخلّابة بين الجبال الشامخة وأشجار تُزيّن أراضيها.
فعند السير بين أزقّة قصورها العتيقة ينبهر السائح لجمال سحرها الآخاذ، كما تضم الكثير من المناطق الأثرية المُدرجة ضمن قوائم التُراث الإنساني العالمي حسب تقييم منظمة اليونيسكو لها، كل هذا وأكثر في واحدة من أعرق مدن السياحة في الجزائر.

### مخيم الهدارة
في مُخيّم الهدارة تُقدّم مدينة الرمال والجمال الطبيعي غرداية سياحة ذات طابع فريد، والذي يُتيح العديد من الأنشطة المُمتعة للسُيّاح، ومن بينها التزلج على الرمال الذهبية، التجول على ظهور الجمال، وركوب دراجات الدفع الرباعي في أجواء مُفعمة بالمرح والانطلاق، مع إطلالات خلّابة تمزج بين الرمال المُمتدة والمساحات الخضراء الرائعة، كما يُمكنك الاسترخاء في أحد الخيام التي يُوّفرها المُخيّم مع تناول وجبة شهيّة من المأكولات المحلية.

### سهل وادي مزاب
يعود تأسيسه إلى ما يزيد عن ألف سنة، وصنّفته منظمة اليونيسكو كواحد من ضمن مواقع التُراث الإنساني العالمي، ولزيارة هذه المنطقة المُميّزة يتم تنظيم جولات جماعية باصطحاب مُرشد ليساعد السُيّاح في اكتشاف كنوز البلاد، والاستمتاع بمُشاهدة معالمها التاريخية وهندستها المعمارية الفريدة من نوعها عبر العالم، التي تتمثل في الأضرحة، المساجد، والمنازل ذات الطراز الواحد.

### قصور غرداية
القصور هي من أكثر من يميز السياحة في غرداية، حيث يرجع تاريخها إلى العصر الحجري التي تشهد عليه النقوش الصخرية، وببداية الفترة الإسلامية اشتهرت بالتجمعات السكنية على شكل قصور عتيقة مُوّحدة في شكلها، تصميمها وألوانها المُتجانسة، مما جعل هذه المدينة تتميّز عن باقي المدن الجزائرية، المعروفة بعُمرانها وقصورها.
وفي سهل وادي مزاب في مدينة غرداية، تم إدراج قصورها الخمس ضمن قائمة التُراث العالمي، وهم قصر بني غرداية، بنورة، العطف، وكذلك قصر مليكة وقصر بني يزقن، والتي يعود تاريخ تأسيسها إلى القرن الحادي عشر.

### مساجد غرداية
تتمتّع ولاية غرداية بالكثير من المساجد العتيقة التي تأتي في مُقدمة كل مدينة من مدنها كخط دفاع لها، أما تكوينها الداخلي فهو في غاية البساطة والانسيابية، ولا يوجد نقوش أو زخارف على جُدرانها، أما المئذنة فترتقع فوق البيوت المُتلفّة حوله بصورة دائرية، ومن بين مساجد المدينة مسجد عتيق، مسجد المنارة الكبير، ومسجد بنورة، والعديد من المساجد التاريخية في غرداية.

### حديقة حيوانات سفينة نوح
واحد من أهم الأماكن شعبية في المدينة، والأولى من نوعها في ولاية غرداية، فهي الملاذ الأعظم للعائلات من سُكّان المدينة والمُدن المُجاورة لها، والتي يدل اسمها على أنها تضم أعداد كبيرة من الحيوانات الأليفة والمفترسة، الطيور، والزواحف، بمُختلف أنواعها، والتي تُتيح لك جولة رائعة بين أرجائها، فلا يفوتك زيارة هذه الحديقة المُميّزة.

### سوق غرداية القديم
يُعتبر السوق القديم ناقل للحضارة وثقافة البلاد، يتميّز بهندسته المعمارية وتصميمه الرائع وكأنك تعود إلى قرون خلت، فقد تم تأسيسه عام 1884 ميلاديًا، وقد كان مُنذ القدم قِبلة للقوافل التجارية المحلية، والأجنبية، هذا السوق لا يُعد وجهة لأهل غرداية فحسب، بل يستقطب سنويًا ملايين من الزوّار من مُختلف الولايات الجزائرية ومن السُيّاح الوافدين من الخارج، حيث يجدون به ضالتهم فيمنحهم فرصة للتعرف عن قُرب على حضارة ونمط معيشي فريد من نوعه.
كل شئ تقليدي يُباع في هذا السوق، ولا سيّما نسيج الزرابي، الفرش، والسجاد المصنوع من الصوف، بجانب أعمال النحاس، الفخار، والمصنوعات الجلدية.

### حمامات زلفانة مياه معدنية
واحدة من ينابيع المياه الحمّوية، وتُعد من أشهر معالم المدينة، ومن خلالها تُقدّم غرداية سياحة علاجية، لما يُميّز هذه الحمامات من مياه ذات خواص قادرة على شفاء بعض الأمراض، كما يأتي لها الزوّار بغرض الاستجمام والراحة، لينعموا بكل ما يُقدَّم لهم من خدمات وإقامة مُريحة.

## نواب ولاية غرداية في المجلس الشعبي الوطني
يبلغ عدد النواب في المجلس الشعبي الوطني عن ولاية غرداية 5 نواب خلال الدورة التشريعية 2017م-2022م التي انطلقت بعد 4 ماي 2017م.
التوزع الجنسي لنواب البرلمان عن ولاية غرداية (2017م-2022م)
يتوزع نواب البرلمان عن ولاية غرداية في الدورة التشريعية 2017م-2022م وفق الجنس حسب النسب التالية:
1. النواب النساء: 0 (00.00 %).
2. النواب الرجال: 5 (100.00 %).

### التوزيع الحزبي
الانتماء الحزبي لنواب البرلمان عن ولاية غرداية (2017م-2022م)
يتوزع نواب البرلمان عن ولاية غرداية في الدورة التشريعية 2017م-2022م حسب عدة قوائم حزبية:
1. الأحرار: 4 نواب (80.00 %).
2. جبهة التحرير الوطني: 1 نائب (20.00 %)

## وصلات خارجية
- الموقع الرسمي ولاية غرداية
- مديرية التربية ولاية غرداية
- جامعة غرداية
- ديوان مؤسسات الشباب
- مديرية التجارة ولاية غرداية
- منتديات عرب غرداية
- خبار بلادي.. الجزائر.. ولاية غرداية